# Deutsche Leichtathletik-Meisterschaften 1972/Resultate
Der Hauptteil der Wettbewerbe bei den 72. Deutschen Leichtathletik-Meisterschaften wurde vom 20. bis zum 23. Juli 1972 im Münchener Olympiastadion ausgetragen.
In der hier vorliegenden Auflistung werden die in den verschiedenen Wettbewerben jeweils ersten sechs platzierten Leichtathletinnen und Leichtathleten aufgeführt. Eine Übersicht mit den Medaillengewinnerinnen und -gewinnern sowie einigen Anmerkungen zu den Meisterschaften findet sich unter dem Link Deutsche Leichtathletik-Meisterschaften 1972.
Wie immer gab es zahlreiche Disziplinen, die zu anderen Terminen an anderen Orten stattfanden – in den folgenden Übersichten jeweils konkret benannt.
Hier die ausführlichen Ergebnislisten der Meisterschaften 1972:

## Meisterschaftsresultate Männer

### 100 m
| Platz | Athlet, Verein                          | Zeit (s) |
| ----- | --------------------------------------- | -------- |
| 1     | Manfred Ommer (TSV Bayer 04 Leverkusen) | 10,43    |
| 2     | Jobst Hirscht (SV Polizei Hamburg)      | 10,45    |
| 3     | Gerhard Wucherer (USC Mainz)            | 10,48    |
| 4     | Karlheinz Klotz (TV Neureut-Süd)        | 10,50    |
| 5     | Klaus Ehl (TV Wattenscheid 01)          | 10,54    |
| 6     | Franz Prebeck (TSV Bogen)               | 10,56    |

Datum: 21. Juli

### 200 m
| Platz | Athlet, Verein                               | Zeit (s) |
| ----- | -------------------------------------------- | -------- |
| 1     | Manfred Ommer (TSV Bayer 04 Leverkusen)      | 20,48    |
| 2     | Martin Jellinghaus (TSV Bayer 04 Leverkusen) | 20,78    |
| 3     | Klaus Ehl (TV Wattenscheid 01)               | 20,89    |
| 4     | Karl Honz (VfB Stuttgart)                    | 20,89    |
| 5     | Siegfried Götz (USC Heidelberg)              | 21,08    |
| 6     | Edgar Krüger (LG Essen)                      | 21,10    |

Datum: 23. Juli

### 400 m
| Platz | Athlet, Verein                                   | Zeit (s) |
| ----- | ------------------------------------------------ | -------- |
| 1     | Karl Honz (VfB Stuttgart)                        | 44,70    |
| 2     | Bernd Herrmann (TSV Bayer 04 Leverkusen)         | 45,32000 |
| 3     | Hermann Köhler (TV Wattenscheid 01)              | 46,03000 |
| 4     | Georg Nückles (Kehler FV)                        | 46,11000 |
| 5     | Martin Jellinghaus (TSV Bayer 04 Leverkusen)     | 46,13000 |
| 6     | Horst-Rüdiger Schlöske (TSV Siemensstadt Berlin) | 46,33000 |

Datum: 21. Juli
 Karl Honz erzielte mit seinen 44,70 s einen neuen  Europarekord.

### 800 m
| Platz | Athlet, Verein                            | Zeit (min) |
| ----- | ----------------------------------------- | ---------- |
| 1     | Walter Adams (SV Salamander Kornwestheim) | 1:47,9     |
| 2     | Franz-Josef Kemper (LG Ratio Münster)     | 1:48,2     |
| 3     | Josef Schmid (LG Saulgau)                 | 1:48,4     |
| 4     | Hans-Peter Wieland (USC Heidelberg)       | 1:48,5     |
| 5     | Reinhold Soyka (LC Bonn)                  | 1:48,8     |
| 6     | Reiner Burmester (VfL Wolfsburg)          | 1:49,0     |

Datum: 22. Juli

### 1500 m
| Platz | Athlet, Verein                        | Zeit (min) |
| ----- | ------------------------------------- | ---------- |
| 1     | Bodo Tümmler (SCC Berlin)             | 3:41,5     |
| 2     | Paul-Heinz Wellmann (TV 1885 Haiger)  | 3:42,1     |
| 3     | Thomas Wessinghage (USC Mainz)        | 3:42,2     |
| 4     | Donald Arza / Panama (USC Heidelberg) | 3:42,5     |
| 5     | Dr. Arnd Krüger (ASC Darmstadt)       | 3:43,0     |
| 6     | Dirk Stratmann (ASV Köln)             | 3:43,3     |

Datum: 23. Juli

### 5000 m
| Platz | Athlet, Verein                        | Zeit (min) |
| ----- | ------------------------------------- | ---------- |
| 1     | Harald Norpoth (LG Ratio Münster)     | 14:11,8    |
| 2     | Jürgen May (LG Hanau)                 | 14:12,2    |
| 3     | Wolfgang Riesinger (LG Ratio Münster) | 14:14,2    |
| 4     | Ulrich Brugger (Stuttgarter Kickers)  | 14:16,2    |
| 5     | Hartmut Bräuer (LG Itzehoe)           | 14:18,0    |
| 6     | Hans-Dieter Weißpflog (ASV Köln)      | 14:25,4    |

Datum: 21. Juli

### 10.000 m
| Platz | Athlet, Verein                           | Zeit (min) |
| ----- | ---------------------------------------- | ---------- |
| 1     | Lutz Philipp (ASC Darmstadt)             | 28:39,2    |
| 2     | Günter Mielke (ASV Köln)                 | 28:44,6    |
| 3     | Gerhard Fontana (USC Heidelberg)         | 29:07,8    |
| 4     | Detlef Uhlemann (LC Bonn)                | 29:25,4    |
| 5     | Paul Angenvoorth (FC Bayer 05 Uerdingen) | 29:27,6    |
| 6     | Helmut Schu (LC Rehlingen)               | 29:29,6    |

Datum: 22. Juli

### Marathon
| Platz | Athlet, Verein                            | Zeit (h) |
| ----- | ----------------------------------------- | -------- |
| 1     | Lutz Philipp (ASC Darmstadt)              | 2:16:09  |
| 2     | Günter Mielke (ASV Köln)                  | 2:17:18  |
| 3     | Manfred Steffny (TSV Bayer 04 Leverkusen) | 2:19:40  |
| 4     | Ulrich Hutmacher (VfL Wolfsburg)          | 2:19:43  |
| 5     | Georg Pyttel (VfL Duderstadt)             | 2:21:15  |
| 6     | Paul Angenvoorth (FC Bayer 05 Uerdingen)  | 2:21:39  |

Datum: 21. Oktober
fand in Dudenhofen statt

### Marathon, Mannschaftswertung
| Platz | Verein, Besetzung                                                 | Zeit (h) |
| ----- | ----------------------------------------------------------------- | -------- |
| 1     | ASC Darmstadt I (Lutz Philipp, Falko Will, Helmut Reitz)          | 7:00:18  |
| 2     | VfL Wolfsburg (Ulrich Hutmacher, Wolfgang Soukup, Jürgen Behrens) | 7:13:12  |
| 3     | ASC Darmstadt II (Klaus Werther, Helmut Jesberg, Oswald Engel)    | 7:17:14  |
| 4     | LAZ Krefeld (Willi Roggenbach, Joachim Kieker, Hermann Tonnemann) | 7:25:32  |
| 5     | Berliner SV 1892 (Heinz Uth, Eckhard Spieker, Wolfgang Strempler) | 7:28:53  |
| 6     | ASC Darmstadt II (Walter Weba, Alfred Losen, Karl Scherra)        | 7:30:57  |

Datum: 21. Oktober
fand in Dudenhofen statt

### 110 m Hürden
| Platz | Athlet, Verein                             | Zeit (s) |
| ----- | ------------------------------------------ | -------- |
| 1     | Günther Nickel (TSV Bayer 04 Leverkusen)   | 13,67    |
| 2     | Eckart Berkes (USC Mainz)                  | 14,02    |
| 3     | Manfred Schumann (TSV Bayer 04 Leverkusen) | 14,07    |
| 4     | Manfred Richter (TV Wattenscheid 01)       | 14,18    |
| 5     | Werner Eikmeier (LG RTV/ATV Düsseldorf)    | 14,34    |
| 6     | Adolf Heine (LG Kappelberg)                | 14,37    |

Datum: 23. Juli

### 400 m Hürden
| Platz | Athlet, Verein                           | Zeit (s) |
| ----- | ---------------------------------------- | -------- |
| 1     | Dieter Büttner (TSV Bayer 04 Leverkusen) | 49,21    |
| 2     | Rainer Schubert (TSV 1860 München)       | 49,39    |
| 3     | Rolf Ziegler (SKV Eglosheim)             | 49,55    |
| 4     | Werner Reibert (USC Heidelberg)          | 49,63    |
| 5     | Manfred Klaußner (LG Offenbach)          | 51,30    |
| 6     | Karl-Heinz Barchfeld (LG ACT Kassel)     | 52,96    |

Datum: 21. Juli

### 3000 m Hindernis
| Platz | Athlet, Verein                            | Zeit (min) |
| ----- | ----------------------------------------- | ---------- |
| 1     | Willi Wagner (TV Wattenscheid 01)         | 8:31,4     |
| 2     | Willi Maier (TSV Genkingen)               | 8:32,8     |
| 3     | Hans-Dieter Schulten (TV Wattenscheid 01) | 8:36,4     |
| 4     | Michael Karst (SV Saar 05 Saarbrücken)    | 8:36,4     |
| 5     | Werner Schumann (ASC Darmstadt)           | 8:40,6     |
| 6     | Rolf Burscheid (VfL Wolfsburg)            | 8:48,2     |

Datum: 22. Juli

### 4 × 100 m Staffel
| Platz | Verein, Besetzung                                                                               | Zeit (s) |
| ----- | ----------------------------------------------------------------------------------------------- | -------- |
| 1     | TSV Bayer 04 Leverkusen (Michael van Wickeren, Hartmut Strempel, Manfred Ommer, Günther Nickel) | 39,90    |
| 2     | LG Frankfurt (Rainer Kallnik, Gerold Hein, Walter Linder, Heinz Rienecker)                      | 40,38    |
| 3     | LAC Quelle Fürth (Klaus-Dieter Jahn, Hans Harald Werner, Horst Haßlinger, Jörg Baade)           | 40,64    |
| 4     | USC Mainz (Gerhard Wucherer, Bernd Roos, Brühl, Günter Rudolph)                                 | 40,74    |
| 5     | TV Wattenscheid 01 (Klaus Ehl, Schwarz, Dieter Steinmann, Jürgen Uschmann)                      | 40,74    |
| 6     | LG Braunschweig (Hans-Georg Teisner, Klaus-Dieter Bieler, Henning Oelschlägel, Eberhard Menzel) | 40,97    |

Datum: 23. Juli

### 4 × 400 m Staffel
| Platz | Verein, Besetzung                                                                                      | Zeit (min) |
| ----- | --- | ---------- |
| 1     | TSV Bayer 04 Leverkusen (Thomas Jordan, Ulrich Reich, Martin Jellinghaus, Bernd Herrmann)              | 3:05,2     |
| 2     | TV 1885 Haiger (Bernd Weber, Klaus Kneifel, Hans Kneifel, Walter Müller)                               | 3:11,5     |
| 3     | LC Bonn (Fischer, Gerhard Henrich, Gerd Fischer, Gerd Schröder)                                        | 3:11,7     |
| 4     | TSV Siemensstadt Berlin (Manfred Garbisch, Rolf Herrmann, Hans-Ullrich Schulz, Horst-Rüdiger Schlöske) | 3:11,8     |
| 5     | TSV Wedel (Fuchsschwartz, Starke, Stähr, Kühl)                                                         | 3:12,2     |
| 6     | Rot-Weiß Koblenz (Werner Huhn, Hisse, Lothar Hirsch, Peter Brühl)                                      | 3:13,9     |

Datum: 23. Juli

### 4 × 800 m Staffel
| Platz | Verein, Besetzung                                                                  | Zeit (min) |
| ----- | ---------------------------------------------------------------------------------- | ---------- |
| 1     | SCC Berlin I (Jürgen Hacker, Uwe Ohlrogge, Günter Claßen, Bodo Tümmler)            | 7:32,0     |
| 2     | TV 1885 Haiger (Kneifel, Joachim Wehnge, Rothauer, Paul-Heinz Wellmann)            | 7:36,0     |
| 3     | SCC Berlin II (Lutz Derkow, Harald Neugebauer, Hoffmann, Hanjo Meinecke)           | 7:37,2     |
| 4     | VfL Wolfsburg (Dieter Potschka, Klaus Achilles, Wilfried Jakisch, Dieter Rupalla)  | 7:38,8     |
| 5     | LC Rehlingen (Hemmerling, Lauer, Roser, Trampert)                                  | 7:39,8     |
| 6     | LG Eichenkreuz Siegen (K. Schneider, H. Schneider, Hirschhäuser, Heinz Langenbach) | 7:40,6     |

Datum: 24. September
fand in Offenbach am Main statt

### 4 × 1500 m Staffel
| Platz | Verein, Besetzung                                                                                | Zeit (min) |
| ----- | ------------------------------------------------------------------------------------------------ | ---------- |
| 1     | LG Ratio Münster (Franz-Josef Kemper, Urs Lufft, Wolfgang Riesinger, Harald Norpoth)             | 15:15,2    |
| 2     | VfL Wolfsburg (Wolfgang Soukup, Ulrich Hutmacher, Reiner Burmester, Werner Girke)                | 15:27,8    |
| 3     | USC Heidelberg (Donaldo Arza / Panama, Fritz-Heiner Mutschler, Hans-Peter Wieland, Fritz Heintz) | 15:30,6    |
| 4     | LG Braunschweig (Schuck, Gerd Schade, Klaus Klingeberg, Christoph Engel)                         | 15:46,6    |
| 5     | LG Itzehoe (Joachim Klatt, Ralf Heidekrüger, Gerd Frähmcke, Hartmut Bräuer)                      | 15:50,4    |
| 6     | Stuttgarter Kickers (Baier, Peter Weigt, E. Brugger, Ulrich Brugger)                             | 15:52,6    |

Datum: 24. September
fand in Offenbach am Main statt

### 20-km-Gehen
| Platz | Athlet, Verein                       | Zeit (h)  |
| ----- | ------------------------------------ | --------- |
| 1     | Bernd Kannenberg (LAC Quelle Fürth)  | 1:33:48,2 |
| 2     | Heinz Mayr (VfL Wolfsburg)           | 1:34:38,2 |
| 3     | Siegfried Richter (SSV Ulm 1846)     | 1:34:56,2 |
| 4     | Dr. Herbert Meier (LAC Quelle Fürth) | 1:35:59,8 |
| 5     | Gerhard Weidner (LG Salzgitter)      | 1:36:43,2 |
| 6     | Gerd Schuth (LG Salzgitter)          | 1:37:59,4 |

Datum: 22. Juli

### 20-km-Gehen, Mannschaftswertung
| Platz | Verein, Besetzung                                                             | Zeit (h)  |
| ----- | ----------------------------------------------------------------------------- | --------- |
| 1     | LAC Quelle Fürth (Bernd Kannenberg, Dr. Herbert Meier, Alwin Reng)            | 4:52:07,0 |
| 2     | SSV Ulm 1846 (Siegfried Richter, Kraemer, Lingk)                              | 5:04:10,8 |
| 3     | LG Salzgitter (Gerhard Weidner, Gerd Schuth, Karl-Heinz Pape)                 | 5:04:13,2 |
| 4     | VfL Wolfsburg (Heinz Mayr, Fred Hohmann, P. Lehmann)                          | 5:06:15,4 |
| 5     | Eintracht Frankfurt (Horst-Rüdiger Magnor, Walter Drössler, Jürgen Schönfeld) | 5:09:57,6 |
| 6     | DJK Adler Bad Kreuznach (Heinrich Schubert, Schmidt, Walter Barzen)           | 5:15:32,0 |

Datum: 22. Juli

### 50-km-Gehen
| Platz | Athlet, Verein                              | Zeit (h)  |
| ----- | ------------------------------------------- | --------- |
| 1     | Bernd Kannenberg (LAC Quelle Fürth)         | 4:07:43,8 |
| 2     | Horst-Rüdiger Magnor (Eintracht Frankfurt)  | 4:12:00,4 |
| 3     | Gerhard Weidner (LG Salzgitter)             | 4:13:04,0 |
| 4     | Wilfried Wesch (Eintracht Frankfurt)        | 4:21:05,8 |
| 5     | Dr. Herbert Meier (LAC Quelle Fürth)        | 4:22:47,4 |
| 6     | Heinrich Schubert (DJK Adler Bad Kreuznach) | 4:26:02,8 |

Datum: 17. Juni
fand in Eschborn statt

### 50-km-Gehen, Mannschaftswertung
| Platz | Verein, Besetzung                                                            | Zeit (h)   |
| ----- | ---------------------------------------------------------------------------- | ---------- |
| 1     | LAC Quelle Fürth (Bernd Kannenberg, Dr. Herbert Meier, Alwin Reng)           | 13:14:59,2 |
| 2     | Eintracht Frankfurt (Horst-Rüdiger Magnor, Wilfried Wesch, Jürgen Schönfeld) | 13:17:19,2 |
| 3     | LG Salzgitter (Gerhard Weidner, Gerd Schuth, Frank Borrmann)                 | 13:42:27,2 |
| 4     | FC Bayer 05 Uerdingen (Lothar Milden, Jochen Saleina, Walter Stärk)          | 14:02:03,6 |
| 5     | Post-SV Tübingen (Manfred Schäfer, Kurt Schreiber, Alfred Daske)             | 14:30:24,0 |
| 6     | USC Heidelberg (Leopold Frey, Stefan Himberger, Hans-Jürgen Möhring)         | 14:37:52,0 |

Datum: 17. Juni
fand in Eschborn statt

### Hochsprung
| Platz | Athlet, Verein                             | Höhe (m) |
| ----- | ------------------------------------------ | -------- |
| 1     | Hermann Magerl (LG Regensburg)             | 2,15     |
| 2     | Lothar Doster (SV Salamander Kornwestheim) | 2,10     |
| 3     | Heinz-Günter Zimmer (TV 1846 Alzey)        | 2,10     |
| 4     | Ingomar Sieghart (TSV 1860 München)        | 2,10     |
| 5     | Theymour Ghiassi / Iran (USC Mainz)        | 2,10     |
| 6     | Franz Hagg (TSV Schwabmünchen)             | 2,10     |

Datum: 23. Juli

### Stabhochsprung
| Platz | Athlet, Verein                              | Höhe (m) |
| ----- | ------------------------------------------- | -------- |
| 1     | Reinhard Kuretzky (TSV Bayer 04 Leverkusen) | 5,20     |
| 2     | Volker Ohl (SG Arheilgen)                   | 5,10     |
| 3     | Robert Anders (TSV Berkheim)                | 5,00     |
| 4     | Heinz Busche (ASV Köln)                     | 5,00     |
| 5     | Ulrich Steinacker (TSV Bayer 04 Leverkusen) | 5,00     |
| 6     | Frank Kornatz (MTV Segeberg)                | 4,80     |

Datum: 22. Juli

### Weitsprung
| Platz | Athlet, Verein                              | Weite (m) |
| ----- | ------------------------------------------- | --------- |
| 1     | Hans Baumgartner (TV Heppenheim)            | 8,09      |
| 2     | Josef Schwarz (TSV 1860 München)            | 8,04      |
| 3     | Andreas Gloerfeld (TSV Bayer 04 Leverkusen) | 7,83      |
| 4     | Hermann Latzel (OSC Dortmund)               | 7,66      |
| 5     | Hans-Jürgen Berger (TuS 04 Leverkusen)      | 7,59      |
| 6     | Helmut Klöck (TSV Bayer 04 Leverkusen)      | 7,55      |

Datum: 22. Juli

### Dreisprung
| Platz | Athlet, Verein                                | Weite (m) |
| ----- | --------------------------------------------- | --------- |
| 1     | Richard Kick (TSV 1860 München)               | 15,76     |
| 2     | Joachim Kugler (USC Mainz)                    | 15,75     |
| 3     | Bernhard Stierle (SV Salamander Kornwestheim) | 15,61     |
| 4     | Michael Sauer (USC Mainz)                     | 15,58     |
| 5     | Rolf Liebs (MTV Dinslaken)                    | 15,44     |
| 6     | Ulrich Killeit (TSG Leutkirch)                | 15,15     |

Datum: 21. Juli

### Kugelstoßen
| Platz | Athlet, Verein                     | Weite (m) |
| ----- | ---------------------------------- | --------- |
| 1     | Ralf Reichenbach (OSC Berlin)      | 20,15     |
| 2     | Heinfried Birlenbach (LG Siegen)   | 19,78     |
| 3     | Traugott Glöckler (USC Heidelberg) | 19,73     |
| 4     | Ferdinand Schladen (LC Bonn)       | 19,37     |
| 5     | Hans-Dieter Moser (ASC Darmstadt)  | 19,16     |
| 6     | Gerhard Steines (LG Lahn-Dill)     | 18,72     |

Datum: 23. Juli

### Diskuswurf
| Platz | Athlet, Verein                               | Weite (m) |
| ----- | -------------------------------------------- | --------- |
| 1     | Dirk Wippermann (Rot-Weiß Oberhausen)        | 60,28     |
| 2     | Dr. Heimo Reinitzer / Österreich (TSV Wedel) | 59,10     |
| 3     | Hein-Direck Neu (TSV Bayer 04 Leverkusen)    | 58,84     |
| 4     | Klaus-Peter Hennig (TSV Bayer 04 Leverkusen) | 58,72     |
| 5     | Karl-Heinz Steinmetz (ASC Darmstadt)         | 55,26     |
| 6     | Franz Ziegler (TV Wattenscheid 01)           | 54,56     |

Datum: 21. Juli

### Hammerwurf
| Platz | Athlet, Verein                       | Weite (m) |
| ----- | ------------------------------------ | --------- |
| 1     | Edwin Klein (USC Mainz)              | 73,02     |
| 2     | Karl-Hans Riehm (TV Germania Trier)  | 70,90     |
| 3     | Uwe Beyer (USC Mainz)                | 70,44     |
| 4     | Peter Rieck (TV Germania Trier)      | 70,40     |
| 5     | Lutz Caspers (Rot-Weiß Oberhausen)   | 68,74     |
| 6     | Hans Fahsl (TSV Bayer 04 Leverkusen) | 66,08     |

Datum: 23. Juli

### Speerwurf
| Platz | Athlet, Verein                         | Weite (m) |
| ----- | -------------------------------------- | --------- |
| 1     | Klaus Wolfermann (SV Gendorf)          | 85,50     |
| 2     | Hanno Struse (TSV Bayer 04 Leverkusen) | 78,86     |
| 3     | Günter Glasauer (USC Heidelberg)       | 77,78     |
| 4     | Hermann Salomon (USC Mainz)            | 77,28     |
| 5     | Peter Mörbel (USC Mainz)               | 77,00     |
| 6     | Horst Timmer (TSV Bayer 04 Leverkusen) | 76,78     |

Datum: 22. Juli

### Fünfkampf,1965er Wertung
| Platz | Athlet, Verein                           | P – offiz. Wert. | P – 85er Wert. |
| ----- | ---------------------------------------- | ---------------- | -------------- |
| 1     | Manfred Bock (Hamburger SV)              | 3538             | 3694           |
| 2     | Axel Jelten (SV Saar 05 Saarbrücken)     | 3498             | 3655           |
| 3     | Karl-Jürgen Leyhe (TV Wattenscheid 01)   | 3479             | 3607           |
| 4     | Mario Reuter (LG Limburg)                | 3449             | 3594           |
| 5     | Peter Völkner (SV Polizei Hamburg)       | 3424             | 3533           |
| 6     | Werner Antoskiewicz (TV Wattenscheid 01) | 3373             | 3480           |

Datum: 23. September
fand in Offenbach am Main statt
Disziplinen des Fünfkampfs: Weitsprung, Speerwurf, 200 m, Diskuswurf, 1500 m

### Fünfkampf,1965er Wertung– Mannschaftswertung
| Platz | Verein, Besetzung                                                         | Leistung (Pkte) |
| ----- | ------------------------------------------------------------------------- | --------------- |
| 1     | TV Wattenscheid 01 (Karl-Jürgen Leyhe, Werner Antoskiewicz, Klaus Ehl)    | 10.522          |
| 2     | LG ESV/PSV Essen I (Manfred Bock, Wolfgang Tilly, Saxe)                   | 10.085          |
| 3     | SV Salamander Kornwestheim (Horst Kley, Engelbert Pöß, Gerhard Fichter)   | 09.632          |
| 4     | Berliner Turnerschaft (Klaus Hügin, Wolfgang Druschky, Michael Habermann) | 09.340          |
| 5     | TK Hannover (Gerhard Kirsten, Wilfried Nerge, Fritsch)                    | 09.290          |
| 6     | LG ESV/PSV Essen II (Reiter, Hillig, Moritz)                              | 09.088          |

Datum: 23. September
fand in Offenbach am Main statt

### Zehnkampf,1965er Wertung
| Platz | Athlet, Verein                              | P – offiz. Wert. | P – 85er Wert. |
| ----- | ------------------------------------------- | ---------------- | -------------- |
| 1     | Horst Beyer (VfL Wolfsburg)                 | 7956             | 7895           |
| 2     | Hans-Joachim Perk (TSV Bayer 04 Leverkusen) | 7792             | 7740           |
| 3     | Werner Hägele (USC München)                 | 7455             | 7380           |
| 4     | Kurt-Walter May (Rot-Weiß Koblenz)          | 7351             | 7254           |
| 5     | Günter Hoffmann (USC Mainz)                 | 7332             | 7246           |
| 6     | Wolfgang Linkmann (USC Mainz)               | 7317             | 7226           |

Datum: 19./20. Juli
fand in München statt

### Zehnkampf,1965er Wertung– Mannschaftswertung
| Platz | Verein, Besetzung                                                  | Leistung (Pkte) |
| ----- | ------------------------------------------------------------------ | --------------- |
| 1     | LG Troisdorf (Uli Schmedemann, Rolf Overath, Wolfgang Beckmann)    | 20.661          |
| 2     | LG Braunschweig (Henning Oelschlägel, Ulrich Ammerpohl, Reichel)   | 19.980          |
| 3     | TSV Wedel (Thieße, Fett, Höft)                                     | 19.123          |
| 4     | LC Bonn (Walter Mössle, Gerd Stengert, Friedhelm Schmitz)          | 18.771          |
| 5     | MTV Herrenhausen (Uwe Rylewicz, Wolfgang Krull, Hans Jürgen Blume) | 18.512          |
| 6     | TV Hülzweiler (Bumb, Martin, Koch)                                 | 18.150          |

Datum: 23./24. September
fand in Offenbach am Main statt

### WaldlaufMittelstrecke –4,9km
| Platz | Athlet, Verein                            | Zeit (min) |
| ----- | ----------------------------------------- | ---------- |
| 1     | Harald Norpoth (LG Ratio Münster)         | 14:28      |
| 2     | Wolfgang Riesinger (LG Ratio Münster)     | 14:28      |
| 3     | Hans-Dieter Schulten (TV Wattenscheid 01) | 14:34      |
| 4     | Joachim Ließ (TV Wattenscheid 01)         | 14:37      |
| 5     | Erk Maasch (Hamburger SV)                 | 14:40      |
| 6     | Willi Wagner (TV Wattenscheid 01)         | 14:45      |

Datum: 8. April
fand in Hamburg statt

### WaldlaufMittelstrecke, Mannschaftswertung
| Platz | Verein, Besetzung                                                         | (Pkte)                |
| ----- | ------------------------------------------------------------------------- | --------------------- |
| 1     | TV Wattenscheid 01 (Hans-Dieter Schulten, Joachim Ließ, Willi Wagner)     | 012 (Plätze 03/4/6)   |
| 2     | LG Ratio Münster (Harald Norpoth, Wolfgang Riesinger, Heinz-Gerd Mölders) | 022 (Plätze 01/2/19)  |
| 3     | Hamburger SV (Erk Maasch, Sonntag, Daduda)                                | 056 (Plätze 05/18/33) |
| 4     | LAC Quelle Fürth (Heinz Mörtl, Karl-Heinz Betz, Anton Gorbunow)           | 066 (Plätze 10/22/34) |
| 5     | LG ABC-VTV Ludwigshafen (Mann, Roland Jochem, Hans Giesa)                 | 071 (Plätze 12/23/36) |
| 6     | LG Braunschweig (Christoph Engel, Heike, Stennert)                        | 111 (Plätze 09/45/57) |

Datum: 8. April
fand in Hamburg statt

### WaldlaufLangstrecke –12,0km
| Platz | Athlet, Verein                    | Zeit (min) |
| ----- | --------------------------------- | ---------- |
| 1     | Lutz Philipp (ASC Darmstadt)      | 36:06,4    |
| 2     | Detlef Uhlemann (LC Bonn)         | 36:11,2    |
| 3     | Gerhard Fontana (USC Heidelberg)  | 36:17,4    |
| 4     | Gerd Escher (LC Bonn)             | 36:30,6    |
| 5     | Hans Munzinger (LAC Quelle Fürth) | 36:31,6    |
| 6     | Dieter Brand (Lippstädter TV)     | 36:46,6    |

Datum: 8. April
fand in Hamburg statt

### WaldlaufLangstrecke, Mannschaftswertung
| Platz | Verein, Besetzung                                                 | (Pkte)               |
| ----- | ----------------------------------------------------------------- | -------------------- |
| 1     | ASC Darmstadt (Lutz Philipp, Oswald Engel, Helmut Jesberg)        | 21 (Plätze 01/9/11)  |
| 2     | LC Bonn (Detlef Uhlemann, Gerd Escher, Berthold Werthmann)        | 25 (Plätze 02/4/19)  |
| 3     | ASC Darmstadt (Ari Vuorenmaa, Falko Will, Werner Schumann)        | 42 (Plätze 13/14/15) |
| 4     | VfL Wolfsburg (Rolf Burscheid, Ulrich Hutmacher, Hans Hellbach)   | 55 (Plätze 17/18/20) |
| 5     | LAC Quelle Fürth (Hans Munzinger, Hermann Strauß, Anton Gorbunow) | 67 (Plätze 05/22/40) |
| 6     | Lippstädter TV (Dieter Brand, Dieter Conze, Tegethoff)            | 75 (Plätze 06/27/42) |

Datum: 8. April
fand in Hamburg statt

## Meisterschaftsresultate Frauen

### 100 m
| Platz | Athletin, Verein                                 | Zeit (s) |
| ----- | ------------------------------------------------ | -------- |
| 1     | Elfgard Schittenhelm, geb. Weismann (OSC Berlin) | 11,30    |
| 2     | Heide Rosendahl (TuS 04 Leverkusen)              | 11,45    |
| 3     | Christiane Krause (ASC Darmstadt)                | 11,45    |
| 4     | Annegret Richter, geb. Irrgang (OSC Dortmund)    | 11,45    |
| 5     | Bärbel Hähnle (USC Heidelberg)                   | 11,63    |
| 6     | Annegret Kroniger (USC Mainz)                    | 11,65    |

Datum: 23. Juli

### 200 m
| Platz | Athletin, Verein                                  | Zeit (s)  |
| ----- | ------------------------------------------------- | --------- |
| 1     | Annegret Kroniger (USC Mainz)                     | 23,10 BRe |
| 2     | Christiane Krause (ASC Darmstadt)                 | 23,610000 |
| 3     | Annelie Wilden, geb. Klum (LC Bonn)               | 23,980000 |
| 4     | Elvira Springsguth (TSV Bayer Dormagen)           | 23,980000 |
| 5     | Brigitte Killius (LC Bonn)                        | 24,060000 |
| 6     | Christine Tackenberg, geb. Scherzer (LG Erlangen) | 24,110000 |

Datum: 21. Juli
Mit ihren 23,10 s stellte Annegret Kroniger den DLV-Rekord ein.

### 400 m
| Platz | Athletin, Verein                                 | Zeit (s) |
| ----- | ------------------------------------------------ | -------- |
| 1     | Rita Wilden, geb. Jahn (TuS 04 Leverkusen)       | 52,14    |
| 2     | Christel Frese (ASV Köln)                        | 52,89    |
| 3     | Anette Rückes (Rot-Weiß Koblenz)                 | 53,10    |
| 4     | Inge Bödding, geb. Eckhoff (LG Nordwest-Hamburg) | 53,93    |
| 5     | Helga Überruck (LG Erlangen)                     | 54,77    |
| 6     | Karola Claus (DJK Herzogenrath)                  | 54,81    |

Datum: 22. Juli

### 800 m
| Platz | Athletin, Verein                                      | Zeit (min) |
| ----- | ----------------------------------------------------- | ---------- |
| 1     | Sylvia Schenk (Eintracht Frankfurt)                   | 2:03,2     |
| 2     | Hildegard Falck, geb. Janze (VfL Wolfsburg)           | 2:03,2     |
| 3     | Gisela Ellenberger (TuS 04 Leverkusen)                | 2:04,5     |
| 4     | Christa Merten, geb. Basche (TSV Bayer 04 Leverkusen) | 2:06,6     |
| 5     | Rosemarie Klute (OSC Dortmund)                        | 2:07,4     |
| 6     | Marita Jeske – geb. Kloth (LBV Phönix Lübeck)         | 2:07,5     |

Datum: 22. Juli

### 1500 m
| Platz | Athletin, Verein                                 | Zeit (min) |
| ----- | ------------------------------------------------ | ---------- |
| 1     | Ellen Tittel (TuS 04 Leverkusen)                 | 4:15,8     |
| 2     | Gerda Ranz, geb. Klöpfer (TV Erkheim)            | 4:19,0     |
| 3     | Brigitte Kraus (LG Rhein-Berg)                   | 4:23,0     |
| 4     | Marlene Weiland, geb. Loris (TV 1895 Elm)        | 4:23,4     |
| 5     | Helga Fricke, geb. Henning (LG Nordwest-Hamburg) | 4:24,6     |
| 6     | Anita Rottmüller-Wörner (VfL Neuhofen)           | 4:24,7     |

Datum: 23. Juli

### 100 m Hürden
| Platz | Athletin, Verein                          | Zeit (s) |
| ----- | ----------------------------------------- | -------- |
| 1     | Heidi Schüller (TSV Bayer 04 Leverkusen)  | 13,28    |
| 2     | Margit Bach (TSV Bayer 04 Leverkusen)     | 13,50    |
| 3     | Marlies Koschinski (Arminia Ochtrup)      | 13,74    |
| 4     | Manon Bornholdt (TSV Bayer 04 Leverkusen) | 13,82    |
| 5     | Gudrun Wengler, geb. Gülck (Hamburger SV) | 13,87    |
| 6     | Margarete Leidel (ASV Köln)               | 14,07    |

Datum: 23. Juli

### 4 × 100 m Staffel
| Platz | Verein, Besetzung                                                                              | Zeit (s) |
| ----- | ---------------------------------------------------------------------------------------------- | -------- |
| 1     | TuS 04 Leverkusen (Jutta Kahmeier, Uta Nolte, Rita Wilden – geb. Jahn, Heide Rosendahl)        | 44,53    |
| 2     | LC Bonn (Marlies Kühn, Annelie Wilden – geb. Klum, Elvira Possekel, Brigitte Killius)          | 45,34    |
| 3     | OSC Berlin (Elfgard Schittenhelm – geb. Weismann, Sabine Jaenke, Evelin Borrmann, Silvia Böhm) | 45,72    |
| 4     | OSC Dortmund (Huwe, Engster, Brigitte Roesen – geb. Krämer, Annegret Richter – geb. Irrgang)   | 45,90    |
| 5     | SG DJK Boullo Andernach (Marie-Luise Müller, Weyk, Ulla Witsch, Ute Hedicke)                   | 46,02    |
| 6     | ASV Köln (Heinen, Stemper, Meurer, Sabine Wecke)                                               | 46,10    |

Datum: 23. Juli

### 3 × 800 m Staffel
| Platz | Verein, Besetzung                                                         | Zeit (min) |
| ----- | ------------------------------------------------------------------------- | ---------- |
| 1     | TuS 04 Leverkusen (Christel Trompler, Ellen Tittel, Gisela Ellenberger)   | 6:31,6     |
| 2     | VfL Wolfsburg (Hannelore Heyn, Gudrun Riehl, Hildegard Falck, geb. Janze) | 6:43,0     |
| 3     | Eintracht Frankfurt (Bogensberger, Schoch, Silvia Böhm)                   | 6:48,2     |
| 4     | LG Nord Berlin (Iffland, Schöttler, Dzida)                                | 6:57,2     |
| 5     | SU Annen (Lena Albers, Simon, Vera Sprave)                                | 7:03,0     |
| 6     | LBV Phönix Lübeck (Dieckvoß, Marita Jeske – geb. Kloth, Krüger)           | 7:08,0     |

Datum: 24. September
fand in Offenbach am Main statt

### Hochsprung
| Platz | Athletin, Verein                   | Höhe (m) |
| ----- | ---------------------------------- | -------- |
| 1     | Ellen Mundinger (LG Offenburg)     | 1,82     |
| 2     | Renate Gärtner (SG Schlüchtern)    | 1,79     |
| 3     | Ulrike Meyfarth (LG Rhein-Ville)   | 1,79     |
| 4     | Monika Singer (SCC Berlin)         | 1,71     |
| 5     | Rosemarie Hieksch (TV 1885 Haiger) | 1,71     |
| 6     | Karin Wagner (USC Mainz)           | 1,71     |

Datum: 21. Juli

### Weitsprung
| Platz | Athletin, Verein                             | Weite (m) |
| ----- | -------------------------------------------- | --------- |
| 1     | Heide Rosendahl (TuS 04 Leverkusen)          | 6,72      |
| 2     | Heidi Schüller (TSV Bayer 04 Leverkusen)     | 6,43      |
| 3     | Brigitte Göhrs (TK Hannover)                 | 6,31      |
| 4     | Ingrid Mickler-Becker (USC Mainz)            | 6,25      |
| 5     | Uta Nolte (TuS 04 Leverkusen)                | 6,22      |
| 6     | Christa Striezel, geb. Herzog (Hamburger SV) | 6,15      |

Datum: 23. Juli

### Kugelstoßen
| Platz | Athletin, Verein                                     | Weite (m) |
| ----- | ---------------------------------------------------- | --------- |
| 1     | Marlene Fuchs, geb. Klein (TSC Euskirchen)           | 16,50     |
| 2     | Sigrun Kofink, geb. Grabert (LG Tübingen)            | 16,16     |
| 3     | Brigitte Berendonk (USC Heidelberg)                  | 15,89     |
| 4     | Birgit Palzkill (TuS 04 Leverkusen)                  | 15,87     |
| 5     | Gertrud Schäfer (FC Schalke 04)                      | 15,60     |
| 6     | Anne-Chatrine Rühlow, geb. Lafrenz (Preußen Münster) | 14,53     |

Datum: 21. Juli

### Diskuswurf
| Platz | Athletin, Verein                                     | Weite (m) |
| ----- | ---------------------------------------------------- | --------- |
| 1     | Liesel Westermann (TuS 04 Leverkusen)                | 60,84     |
| 2     | Brigitte Berendonk (USC Heidelberg)                  | 55,16     |
| 3     | Anne-Chatrine Rühlow, geb. Lafrenz (Preußen Münster) | 53,38     |
| 4     | Anneliese Höttges, geb. Thieron (TuS 04 Leverkusen)  | 49,88     |
| 5     | Gertrud Schäfer (FC Schalke 04)                      | 48,62     |
| 6     | Ilse Spieß (ASC Darmstadt)                           | 48,46     |

Datum: 23. Juli

### Speerwurf
| Platz | Athletin, Verein                                    | Weite (m) |
| ----- | --------------------------------------------------- | --------- |
| 1     | Ameli Koloska, geb. Isermeyer (USC Mainz)           | 57,12     |
| 2     | Anneliese Gerhards, geb. Jansen (TuS 04 Leverkusen) | 55,16     |
| 3     | Christa Peters, geb. Sander (TK Hannover)           | 53,04     |
| 4     | Christa Dieckvoß (LBV Phönix Lübeck)                | 51,08     |
| 5     | Almut Brömmel (TSV 1860 München)                    | 50,18     |
| 6     | Ursula Braun (LG Schramberg)                        | 45,94     |

Datum: 22. Juli

### Fünfkampf,1971er Wertung
| Platz | Athletin, Verein                    | P – offiz. Wert. | P – 81er Wert. |
| ----- | ----------------------------------- | ---------------- | -------------- |
| 1     | Heide Rosendahl (TuS 04 Leverkusen) | 4543             | 4554           |
| 2     | Karen Mack (TSV 1860 München)       | 4311             | 4333           |
| 3     | Margot Eppinger (LG Filder)         | 4367             | 4331           |
| 4     | Brigitte Göhrs (TK Hannover)        | 4201             | 4159           |
| 5     | Uta Nolte (TuS 04 Leverkusen)       | 4151             | 4098           |
| 6     | Ulrike Jacob (LG Bamberg)           | 4144             | 4093           |

Datum: 19./20. Juli
fand in München statt
Disziplinen des Fünfkampfs: Tag 1 – 100 m Hürden, Kugelstoß, Hochsprung / Tag 2 – Weitsprung, 200 m

### Fünfkampf,1971er Wertung– Mannschaftswertung
| Platz | Verein, Besetzung                                                       | Leistung (Pkte) |
| ----- | ----------------------------------------------------------------------- | --------------- |
| 1     | TuS 04 Leverkusen (Christel Voß, Ellenberger, Eva Wilms)                | 11.187          |
| 2     | Düsseldorfer SC 99 (Martin, Leboterf, Werner)                           | 10.959          |
| 3     | LG USC Bochum (Kathrin Witteborg, Angelika Ibing, Markert)              | 10.644          |
| 4     | Aachener TG (Frank, Stickelmann, Stahn)                                 | 10.521          |
| 5     | USC Mainz (Maritta Kemming, Ludwig, Claudia Wilke)                      | 10.480          |
| 6     | LG Nordwest Hamburg (Ruth Schwichtenberg, Mattes, Ingeborg Brunckhorst) | 10.295          |

Datum: 23/24. September
fand in Offenbach am Main statt

### WaldlaufMittelstrecke –1,5km
| Platz | Athletin, Verein                               | Zeit (min) |
| ----- | ---------------------------------------------- | ---------- |
| 1     | Ellen Tittel (TuS 04 Leverkusen)               | 4:23,6     |
| 2     | Christel Frese (ASV Köln)                      | 4:26,2     |
| 3     | Gerda Klöpfer (TV Erkheim)                     | 4:29,5     |
| 4     | Angelika Bittrich (TuS 04 Leverkusen)          | 4:29,9     |
| 5     | Gertrud Theißen (ASV Köln)                     | 4:30,4     |
| 6     | Erika Weinstein, geb. Götz (TuS 04 Leverkusen) | 4:37,4     |

Datum: 8. April
fand in Hamburg statt

### WaldlaufMittelstrecke, Mannschaftswertung
| Platz | Verein, Besetzung                                                                  | (Pkte)               |
| ----- | ---------------------------------------------------------------------------------- | -------------------- |
| 1     | TuS 04 Leverkusen (Ellen Tittel, Angelika Bittrich, Erika Weinstein – geb. Götz)   | 11 (Plätze 01/4/6)   |
| 2     | ASV Köln (Christel Frese, Gertrud Theißen, Rita Windbrake)                         | 15 (Plätze 02/5/8)   |
| 3     | LG Nordwest Hamburg (Inge Bödding – geb. Eckhoff, Ruth Schwichtenberg, von Bargen) | 54 (Plätze 07/23/24) |
| 4     | SU Annen (Vera Sprave, Lena Albers, Simon)                                         | 54 (Plätze 13/14/27) |
| 5     | LBV Phönix Lübeck (Marita Jeske geb. Kloth, Dieckvoß, Kirsten Hünemörder)          | 60 (Plätze 09/22/29) |
| 6     | LG Stormarn-Süd (Elke Petersen, Heer, Diedrichs)                                   | 67 (Plätze 16/25/26) |

Datum: 8. April
fand in Hamburg statt

### WaldlaufLangstrecke –3,8km
| Platz | Athletin, Verein                                  | Zeit (min) |
| ----- | ------------------------------------------------- | ---------- |
| 1     | Ellen Tittel (TuS 04 Leverkusen)                  | 12:51,6    |
| 2     | Marlene Weiland, geb. Loris (TV 1895 Elm)         | 13:19,8    |
| 3     | Christa Kofferschläger (Barmer TV 1846 Wuppertal) | 13:39,0    |
| 4     | Gerda Ranz, geb. Klöpfer (TV Erkheim)             | 13:46,2    |
| 5     | Hannelore Heyn (VfL Wolfsburg)                    | 13:47,8    |
| 6     | Irmgard Detmers (VfL Sindelfingen)                | 13:50,0    |

Datum: 8. April
fand in Hamburg statt

### WaldlaufLangstrecke, Mannschaftswertung
| Platz | Verein, Besetzung                                                              | (Pkte)               |
| ----- | ------------------------------------------------------------------------------ | -------------------- |
| 1     | Barmer TV 1846 Wuppertal (Christa Kofferschläger, Manuela Preuß, Doris Schewe) | 32 (Plätze 03/8/21)  |
| 2     | SCC Berlin (Gerda Reinke, Ursula Blaschke, Sieglinde Bludau)                   | 34 (Plätze 07/12/15) |
| 3     | TuS 04 Leverkusen (Ellen Tittel, Diehl, Christel Trompler)                     | 34 (Plätze 01/13/20) |
| 4     | Wiker SV (Mertens, Lebert, Arndt)                                              | 72 (Plätze 19/26/27) |

Datum: 8. April
fand in Hamburg statt
nur 4 Mannschaften in der Wertung